# Петият пръстен
„Петият пръстен“ (на английски: E-Ring) е американска военна драма, създадена от Кен Робинсън и Дейвид Маккена, с изпълнителен продуцент Джери Брукхаймър, която дебютира по NBC на 21 септември 2005 г. Заглавието на сериала се отнася за структурата на Пентагона, която е конфигурирана в пет концентрични пръстена, които на английски са наречени "A", "B", "C", "D" и "E", където E е най-отдалеченият и се счита, че там се извършва повечето най-високо-профилирана работа. В шоуто участват Бенджамин Брат в ролята на майор Джеймс Тисневски и Денис Хопър в ролята на полковник Илай Макнълти.

## Епизоди
| Номер | Заглавие              | Първо излъчване в САЩ | Първо излъчване в България |
| ----- | --------------------- | --------------------- | -------------------------- |
| 01    | Pilot                 | 21 септември 2005 г.  | 2 януари 2007 г.           |
| 02    | Snatch and Grab       | 28 септември 2005 г.  | 3 януари 2007 г.           |
| 03    | Escape and Evade      | 5 октомври 2005 г.    | 4 януари 2007 г.           |
| 04    | Tribes                | 12 октомври 2005 г.   | 5 януари 2007 г.           |
| 05    | Weekend Pass          | 19 октомври 2005 г.   | 8 януари 2007 г.           |
| 06    | Toy Soldiers          | 26 октомври 2005 г.   | 9 януари 2007 г.           |
| 07    | Cemetery Wind (1)     | 2 ноември 2005 г.     | 10 януари 2007 г.          |
| 08    | Cemetery Wind (2)     | 9 ноември 2005 г.     | 11 януари 2007 г.          |
| 09    | ""Delta Does Detroit" | 16 ноември 2005 г.    | 12 януари 2007 г.          |
| 10    | The Forgotten         | 23 ноември 2005 г.    | 15 януари 2007 г.          |
| 11    | Christmas Story       | 7 декември 2005 г.    | 16 януари 2007 г.          |
| 12    | Breath of Allah       | 11 януари 2006 г.     | 17 януари 2007 г.          |
| 13    | War Crimes            | 18 януари 2006 г.     | 18 януари 2007 г.          |
| 14    | The General           | 1 февруари 2006 г.    | 19 януари 2007 г.          |
| 15    | Five Pillars          | 21 септември 2006 г.  | 22 януари 2007 г.          |
| 16    | Fallen Angels         | 28 септември 2006 г.  | 23 януари 2007 г.          |
| 17    | Friends and Enemies   | 5 октомври 2006 г.    | 24 януари 2007 г.          |
| 18    | Two Princes           | 12 октомври 2006 г.   | 25 януари 2007 г.          |
| 19    | Brothers In Arms      | 19 октомври 2006 г.   | 29 януари 2007 г.          |
| 20    | Hard Sell             | 26 октомври 2006 г.   | 30 януари 2007 г.          |
| 21    | Isolation             | 2 ноември 2006 г.     | 31 януари 2007 г.          |
| 22    | Acceptable Losses     | 9 ноември 2006 г.     | 1 февруари 2007 г.         |

## „Петият пръстен“ в България
В България сериалът започва излъчване на 2 януари 2007 г. по Нова телевизия, всеки делник от 22:30. Последният епизод е излъчен на 1 февруари. Повторенията му са излъчени през лятото на 2008 г. с разписание всеки делник от 20:00. Ролите се озвучават от артистите Татяна Захова, Венета Зюмбюлева, Борис Чернев, Владимир Пенев и Николай Николов.
На 19 март 2010 г. започва повторно излъчване по Fox Crime, всеки петък от 21:10 по два епизода с повторение в събота и неделя от 20:45. Дублажът е на студио Доли и единствено покойният Борис Чернев е заместен от Симеон Владов.